# Krishna Bahadur Mahara
Krishna Bahadur Mahara, né le 29 juin 1958 à Libang, dans le district de Rolpa est un homme politique népalais. Il est l'un des sept membres du comité central du Parti communiste du Népal (maoïste) (ou PCN-M).
Mahara est titulaire d'un diplôme de pédagogie.
Le 10 avril 2008, lors de l'élection de l'Assemblée constituante, il est élu député dans la 3e circonscription du district de Dang.
Le 22 août 2008, dans le cadre du programme minimal commun (en anglais : Common Minimum Programme ou CMP) de gouvernement entre les maoïstes, les marxistes-léninistes et le Forum, il est nommé ministre de l'Information et de la Communication dans le gouvernement dirigé par Pushpa Kamal Dahal (alias « Prachanda »), lors de la première série de nominations et reçoit ses pouvoirs du Premier ministre, en présence du président de la République, Ram Baran Yadav.